# Springfloden

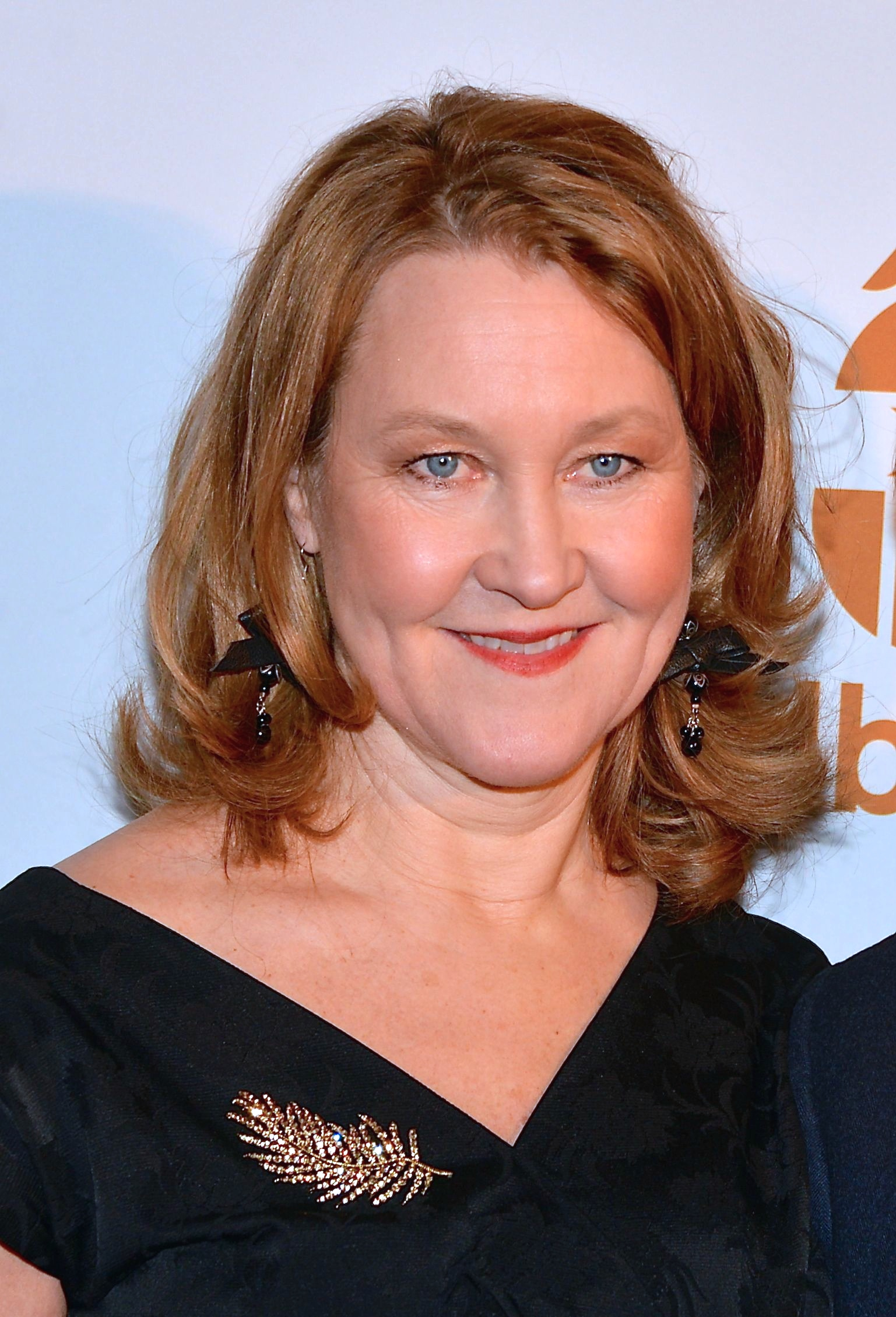
Cecilia Nilsson

Springfloden (en inglés: Spring Tide), es una serie de televisión sueca transmitida del 6 de marzo de 2016 hasta el 15 de mayo de 2016 a través de SVT.
La serie está basada en el best-seller literario "Springfloden" de Rolf Börjlind y Cilla Börjlinds.
Ha contado con la participación invitada de actores como Per Ragnar, Filip Berg, Frederik Nilsson, Robert Follin, entre otros...

## Historia
Olivia Rönning, es una estudiante que está a punto de terminar el curso de la Academia de Policía, durante las vacaciones a los alumnos les encargan estudiar un caso sin resolver del pasado, Olivia escoge el famoso caso en el que su padre también un oficial de policía había trabajado, conocido como "Strandfallet": el brutal asesinato de una mujer embarazada en una playa de Koster, una pequeña localidad turística de Suecia ocurrido hace 25 años, quien había muerto ahogada luego de que sus asesinos la dejaran enterrada en la arena. 
Mientras investiga Olivia acude al antiguo compañero de su padre, el ahora expolicía Tom Stilton, quien en la década de 1990 había dirigido la investigación del caso, el cual le había dejado secuelas y luego de sufrir una crisis nerviosa, se encontraba sin hogar viviendo como un vagabundo. 
Las investigaciones le traerán a Tom muchos recuerdos y sentimientos del pasado, mientras que la perseverancia de Olivia los llevará a descubrir nuevas pistas e indicios que no habían sido tenidos en cuenta años atrás por los investigadores.

## Personajes

### Personajes principales
| Actor                    | Personaje        | Ocupación                                    | Episodios | Duración |
| ------------------------ | ---------------- | -------------------------------------------- | --------- | -------- |
| Kjell Bergqvist          | Tom Stilton      | ex-Oficial de Policía                        | 10        | 2016     |
| Julia Ragnarsson         | Olivia Rönning   | Policía en Entrenamiento                     | 10        | 2016     |
| Johan Widerberg          | Minken Minqvist  | ex-Informante de Tom                         | 7         | 2016     |
| Cecilia Nilsson          | Mette Olsäter    | Jefa de la Policía Nacional                  | 7         | 2016     |
| Helena Bergström         | Linn Magnusson   | Directora general de la Empresa Minera "MWM" | 7         | 2016     |
| Peter Carlberg           | Alexander Nordin | Responsable de Seguridad de la Empresa "MWM" | 7         | 2016     |
| Dag Malmberg             | Nils Wendt       | ex-Contado de Negocios de Linn               | 7         | 2016     |
| Stefan Gödicke           | Janne Klinga     | Investigador de la Policía / Amigo de Forss  | 7         | 2016     |
| Kjell Wilhelmsen         | Rune Forss       | Oficial de la Policía                        | 7         | 2016     |
| Gustav Lindh             | Liam Olsson      | -                                            | 7         | 2016     |
| Dakota Trancher Williams | Adam Sharew      | Amigo de Liam                                | 7         | 2016     |

### Personajes secundarios
| Actor                        | Personaje        | Ocupación                                | N.º de episodios | Duración |
| ---------------------------- | ---------------- | ---------------------------------------- | ---------------- | -------- |
| Niklas Hjulström             | Bertil Magnusson | Comerciante de Arte / Esposo de Linn     | 6                | 2016     |
| Görel Crona                  | Jackie Berglund  | Dueña de Tienda / ex-Acompañante         | 6                | 2016     |
| Anna Wallander               | Vera Larsson     | Mujer sin Hogar                          | 6                | 2016     |
| Michaela Thorsén             | Lisa Hedqvist    | Oficial de la Policía                    | 6                | 2016     |
| Arvin Kananian               | Bosse Thyrén     | Oficial de la Policía                    | 6                | 2016     |
| Iggy Malmborg                | Lennie           | Compañero de Apartamento de Olivia       | 6                | 2016     |
| Leonard Samuelsson Heinemann | Acke Andersson   | Hijo de Ovette / Estudiante              | 6                | 2016     |
| Dar Salim                    | Abbas el Fassi   | ex-Criminal / Ayudante de la Policía     | 5                | 2016     |
| Mattias Silvell              | Arvo Pärt        | Hombre sin Hogar                         | 5                | 2016     |
| Josefin Iziamo               | Muriel           | Drogadicta sin Hogar                     | 5                | 2016     |
| Angela Kovács                | Eva Carlsén      | Psicóloga / Autora                       | 5                | 2016     |
| Björn Andrésen               | Benseman         | Hombre sin Hogar                         | 5                | 2016     |
| Malena Engström              | Ovette Andersson | Acompañante / Amiga de Minken            | 5                | 2016     |
| Jessica Zandén               | Maria Rönning    | -                                        | 5                | 2016     |
| Michael Segerström           | Mårten Olsäter   | Psicólogo / Esposo de Mette              | 4                | 2016     |
| Lars Andersson               | Erik             | Director de un Refugio para Desamparados | 4                | 2016     |
| Dominik Henzel               | Chivas           | Contacto de Jackie                       | 4                | 2016     |
| Carina M. Johansson          | Marianne Boglund | Oficial Forense / exesposa de Stilton    | 4                | 2016     |
| Filip Berg                   | Ove Gardman      | Biólogo Marino / Testigo del Asesinato   | 3                | 2016     |
| Richard Sseruwagi            | Mikael Florén    | Hombre sin Hogar                         | 3                | 2016     |

## Episodios
La primera temporada de la serie está conformada por 10 episodios.

## Premios y nominaciones
| Año  | Categoría                                  | Premio           | Nominado        | Resultado |
| ---- | ------------------------------------------ | ---------------- | --------------- | --------- |
| 2016 | Best Male Actor in a Television Production | Kristallen Award | Kjell Bergqvist | Ganó      |

## Producción
La serie es dirigida por Niklas Ohlson, Mattias Ohlsson y Pontus Klänge, y escrita por Cilla Börjlind y Rolf Börjlind (escritores de populares y exitosas series suecas como Beck, Wallander, Graven, Morden y Arne Dahl).
La producción está a cargo de Martin Cronström y de Francy Suntinger, con el apoyo en la producción ejecutiva de Lars Blomgren, Jan Declercq, Wolfgang Feindt, Peter Nadermann, Alexander Vandeputte, Christian Wikander, junto a los productores asociados Thomas Disch y Frank Seyberth, la asistente de productor Anna-Klara Carlsten y el productor de posproducción Peter Bengtsson.
La música está a cargo de Johan Söderqvist, mientras que la cinematografía está en manos de Benjam Orre, Mats Axby y Johan Holmquist.

### Emisión en otros países
| País         | Título         | Cadena | Fecha de Inicio          | Fecha de Finalización |
| ------------ | -------------- | ------ | ------------------------ | --------------------- |
| Alemania     | Die Springflut | -      | -                        | -                     |
| España       | Marea Viva     | -      | -                        | -                     |
| Países Bajos | Springvloed    | -      | 15 de junio de 2016      | -                     |
| Finlandia    | Nousuvesi      | -      | 11 de septiembre de 2016 | -                     |